# Andrzej Dworak
Andrzej Dworak (ur. 30 listopada 1945 w Zabrzu, zm. 10 lutego 2021) – polski chemik, specjalista polimerów, prof. dr hab.

## Życiorys
Obronił pracę doktorską, 22 czerwca 1998 habilitował się na podstawie pracy zatytułowanej Polimeryzacja oksazolin inicjowana chlorkami kwasowymi i chloromrówczanami. Mechanizm i możliwości syntezy polimerów. 31 października 2007 nadano mu tytuł profesora w zakresie nauk chemicznych. Został zatrudniony na stanowisku docenta i dyrektora (p.o.) w Zakładzie Karbochemii PAN, oraz profesora w Instytucie Chemii na Wydziale Matematyki, Fizyki i Chemii Uniwersytetu Opolskiego.
Był profesorem nadzwyczajnym na Wydziale Chemii Uniwersytetu Opolskiego i profesorem zwyczajnym w Centrum Materiałów Polimerowych i Węglowych PAN. Należał do rad naukowych Centrum Badań Molekularnych i Makromolekularnych PAN i CMPW PAN. Był też członkiem Komitetu Chemii Polskiej Akademii Nauk.
Zmarł 10 lutego 2021, został pochowany na cmentarzu św. Anny przy ul. Czołgistów 6 w Zabrzu.